# Brachyscleroma apoderi
Brachyscleroma apoderi là một loài tò vò trong họ Ichneumonidae.